# Замок Мунесс
Замок Мунесс (англ. Muness Castle) — шотландский замок, который расположен в 4 км к востоку от деревни Уйесаунд, в юго-восточной части острова Анст, в архипелаге Шетландских островов. Замок состоит из продолговатого здания, размером около 22 м над уровнем моря, и круглой башни.
Основан в 1598 году Лоренсом Брюсом (1547—1617), представителем дворянского рода Брюсов, сыном Джона Брюса и Эуфим Элфинстоун.
В 1971 году замок и окружающая его каменная изгородь были включены в список архитектурных памятников категории «A»